# Anna Catharina Berlin
Anna Catharina Berlin, född Nordström den 3 augusti 1801 i Malmö, död 22 juni 1882 i Stockholm, var en svensk författare. Hon var en av de få kvinnor som skrev betydande historiska romaner under 1800-talets första hälft. Hennes verk bygger på stort historiskt kunnande och lyfter fram en diskussion om kvinnligt respektive manligt.

## Biografi
Anna Catharina Berlin föddes i Malmö där fadern var handelsman. Åren 1825–1829 arbetade hon som guvernant hos patron Gustav Adolf Spaldencreutz och friherrinnan Maria Margareta von Otter och deras fyra döttrar i Fredriksdal, Almesåkra socken i Kronobergs län. En stor del av Anna Catharina Berlins släkt fanns i Skåne. I denna landsdel utspelar sig också hennes romaner. Vid 29 års ålder gifte hon sig med Christian Gissel Berlin, filosofie doktor i matematik i Lund och nyutnämnd kyrkoherde i Balkåkra, strax väster om Ystad. Tillsammans fick de åtta barn, bland dem matematikern Mac Berlin.
Som 34-årig prästfru och trebarnsmor debuterade Anna Catharina Berlin med Försakelsen. Novell från konung Magni Ladulås’s tid, 1835. Två år senare, 1837, publicerade hon Jörgen Krabbe. Romantisk skildring från Carl XI:s skånska fälttåg. År 1840 valdes maken in i riksdagen för Lunds stift och tillbringade därefter en stor del av sin tid i Stockholm. Som prostinna och nu mor till sju barn publicerade Anna Catharina Berlin Rosensparreska ättens utgång. En skildring från kriget emellan Sverige och Danmark åren 1611 och 1612, 1844. Med honoraren kunde hon bidra till barnens utbildning och hemmets ekonomi. När Christian Berlin dog 1863 flyttade Anna Christina Berlin först till Lund tillsammans med yngsta dottern, översköterskan Hulda. År 1881 flyttade hon återigen, denna gång till äldsta dottern Maria, prästfru i Östra Herrestad. Vid sin död bodde Anna Catharina Berlin i Stockholm.

### Verk
Försakelsen utspelar sig i Skåne på 1200-talet. Berättelsen är särskilt intressant ur ett genusperspektiv då den skildrar en mängd genusöverskridanden. Huvudpersonen är den 18-åriga Hildur som anonym och utklädd till man vinner en kamp mot hertig Magnus i ett tornerspel. Efter att ha mottagit sitt pris avviker den unga riddaren. Hon uppfostras därefter av en munk i såväl manliga som kvinnliga dygder. Verket trycktes 1835 under signaturen Anna B av författarens kusin, N. H. Thomson, bokförläggare i Stockholm.
I Jörgen Krabbe avser titeln en historisk person som ägde Krageholms slott i Skåne. Han blev svensk friherre 1676, ett år efter skånska krigets utbrott, och Krabbe anklagades för högmålsbrott och samröre med de skånska friskyttarna, kallade snapphanar. Han arkebuserades på Stortorget i Malmö 1678. Krabbes hustru Gylta var en inflytelserik person, som förgäves bad om nåd för sin make. Romanen innehåller detaljerade skildringar av blodiga strider, bland annat slaget vid Lund. Men fem sidor från slutet finns en fotnot: ”Förf. afviker i det följande från den historiska sanningen.” I fiktionen får Gylta sin man frikänd. Jörgen Krabbe publicerades i Thomsons Kabinetsbibliotheket 1837 och blev det verk som förekom mest i tidens lånebibliotek. När verket recenserades betraktades det som skrivet av en man. Jörgen Krabbe trycktes också som följetong i Göteborgs Tidning 1905–1906.
Rosensparreska ättens utgång utspelas i Skåne och Småland under det så kallade Kalmarkriget. I den detaljerade skildringen av politiska förvecklingar och strider är en kärlekshistoria mellan den unga Anna Rosensparre och Kristian Bernekov invävd. Anna har en läromästare som heter Sven. Han har dyrkat henne sedan hon var barn och han mördar henne för att rädda hennes själ när hon tvingas gifta sig med den hämndlystne krigaren Holk. Därmed dör den sista medlemmen av ätten Rosensparre. Romanen publicerades 1844 i Lars Johan Hiertas Läsebibliothek.
När den läsande svenska allmänheten expanderade under 1830- och 1840-talen var markant många romaner skrivna av kvinnor. De handlade även om kvinnor och lästes av kvinnor. Den nya genren ”den borgerliga romanen” har fått stor uppmärksamhet bland litteraturhistoriker, medan de i samtiden mycket populära historiska romanerna, som Anna Catharina Berlins, delvis fallit i glömska.